# Dióxido de zirconio
El dióxido de zirconio (ZrO2), también conocido como zirconia (no confundir con el zircón), es un óxido cristalino blanco de zirconio. En su forma más natural, con una estructura cristalina monoclínica, es el mineral baddeleyita. Una zirconia dopada estabilizada de estructura cúbica, denominado zirconia cúbica, se encuentra raramente en la naturaleza como minerales de tazheranite  (Zr, Ti, Ca)O2, pero se sintetiza en varios colores para su uso como una gema. La zirconia cúbica (o circonita), es el diamante de imitación más conocido.

## Galería

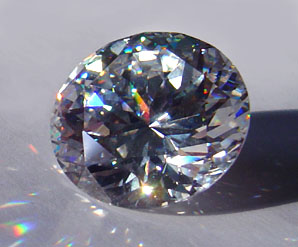
Zirconia cúbica
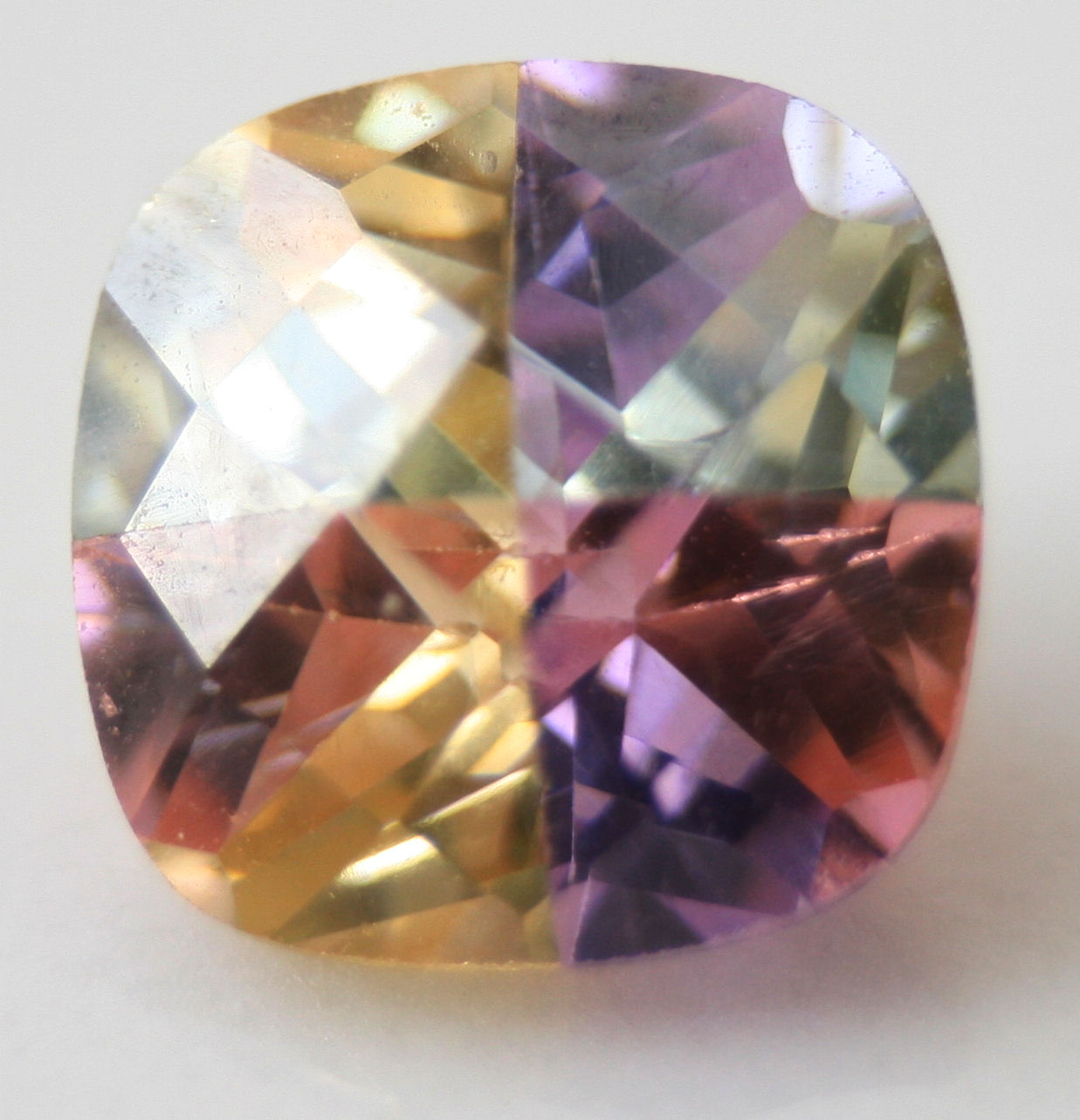
Gema de zirconia multicolor